# Березовський Андрій Володимирович
Березовський Андрій Володимирович (нар. 13 грудня 1945, Матюші, Київська область) — професор кафедри ветсанекспертизи, мікробіології, зоогігієни та безпеки якості продуктів тваринництва Сумського національного аграрного університету, доктор ветеринарних наук, професор, Почесний професор Таджицького аграрного університету ім. Шириншох Шотемура (2011), почесний академік Національної академії аграрних наук України.

## Біографія
У 1959 році закінчив семирічку с. Матюші та вступив на ветеринарне відділення Білоцерківського сільськогосподарського технікуму. Після завершення навчання, у 1963 році, почав працювати ветеринарним лікарем одного з радгоспів Одеської області. З 1967 року, протягом 9 років, працював на Центральній дослідній станції штучного запліднення сільськогосподарських тварин у м. Бровари. Одночасно навчався та у 1973 році закінчив ветеринарний факультет Білоцерківського сільськогосподарського інституту за фахом ветеринарного лікаря. У 1976—1979 роках — заступник директора з виробництва радгоспу-комбінату «Калитянський», у 1979—1982 — директор радгоспу «Русанівський» Броварського району.
У 1982 році обраний першим заступником голови Броварського райвиконкому — голови районного агропромислового об'єднання (РАПО), де пропрацював біля 10 років. З 1991 по 1998 роки — директор держпідприємства «Укрветпромпостач», м. Бровари. У 1992 року увійшов до числа організаторів міжнародного підприємства «Бровафарма» — першого спільного підприємства в Україні з виготовлення лікарських засобів для тварин. У 2000 році обраний головою ТОВ НВФ «Бровафарма».
У 2001—2005 роках — старший викладач Національного аграрного університету, з 2005 року — професор кафедри ветсанекспертизи, мікробіології Сумського національного аграрного університету.

## Наукова діяльність
У 1982 році захистив кандидатську дисертацію у Казанському ветеринарному інституті ім. Баумана. У 2003 році захистив докторську дисертацію при Інституті експериментальної і клінічної ветеринарної медицини УААН. У 2006 році отримав вчене звання професора.
Учасник розробки комплексних препаратів від гельмінтозу «Комбітрем», «Рафензол», «Бровадазол-плюс», «Брованол», «Брованол-плюс», «Гельмісан», «Риболік», «Цестозол».
Має понад 400 публікацій, з яких: підручники — 5, монографії — 3, навчальні посібники — 14, ТУУ — 72. Отримав 23 патенти на винахід. Під його керівництвом захищено 8 кандидатських та 1 докторську дисертації. Член двох вчених рад із захисту дисертацій. У 2007 році обраний почесним членом УААН Відділення ветеринарної медицини і зоотехнії.

## Нагороди
Присвоєно почесне звання Заслужений працівник ветеринарної медицини України та нагороджено п'ятьма медалями, знаком Пошани, а також трьома орденами міжнародних громадських організацій.